# Miss USA 2022
Miss USA 2022 fue la 71.ª edición del certamen Miss USA correspondiente al año 2022; se llevó a cabo el 3 de octubre de 2022 en el Grand Sierra Resort en Reno, Nevada, Estados Unidos.  La competencia fue animada por Zuri Hall por segundo año consecutivo, mientras que Julissa Bermudez y Micah Jesse, actuaron como corresponsales secundarios. 51 candidatas de diferentes partes del país compitieron por el título. Elle Smith de Kentucky coronó a R'Bonney Gabriel de Texas como su  sucesora al final del evento. R'Bonney resultó ganadora en Miss Universo 2022 por lo tanto la primera finalista Morgan Romano de Carolina del Norte ocupa su lugar como Miss USA 2022 para seguir con las responsabilidades del título nacional.

## Historia

### Ubicación
El 14 de julio de 2022, se informó que la competencia se llevaría a cabo en Reno, Nevada, con la ciudad asegurando un contrato de tres años para albergar el concurso en 2022, 2023 y 2024. Esta será la segunda vez que el certamen se lleva a cabo en Reno, después de Miss USA 2019. Al día siguiente, se confirmó que el certamen se llevaría a cabo en el Grand Sierra Resort el 3 de octubre. Crystle Stewart confirmó que el lugar fue elegido para honrar a Cheslie Kryst, quien había sido coronada Miss USA 2019 en el mismo lugar y había se suicidado en enero de 2022.

## Resultados
| Posiciones        | Candidata |
| ----------------- | --- |
| Miss USA 2022     | - Texas - R'Bonney Gabriel |
| Primera finalista | - Carolina del Norte - Morgan Romano ∞ |
| Segunda finalista | - Nebraska - Natalie Pieper |
| Tercera finalista | - Ohio - Sir'Quora Carroll |
| Cuarta finalista  | - Illinois - Angel Reyes |
| Top 12            | - Connecticut - Cynthia Dias - Kansas - Elyse Noe - Minnesota - Madeline Helget - Nuevo Hampshire - Camila Sacco - Nuevo México - Suzanne Perez - Tennessee - Emily Sutle - Vermont - Kelsey Golonka |
| Top 16            | - California - Tiffany Johnson - Distrito de Columbia - Faith Porter - Missouri - Mikala McGhee - Virginia Occidental - Kristian Leonard                                                             |

- ∞ Reemplaza a R'Bonney Gabriel como Miss USA, pues esta ganó el título de Miss Universo 2022.

## Áreas de competencia

### Final
El grupo de 16 cuartofinalistas fue dado a conocer durante la competencia final, seleccionado por el Comité de Selección y miembros de la Organización Miss USA, quienes eligieron a las concursantes que más destacaron en las tres áreas de competencia durante la etapa preliminar: traje de baño, traje de gala y entrevista con el Comité de Selección.
Estas 16 cuartofinalistas serán evaluadas por el mismo Comité de Selección.
- Las 16 cuartofinalistas desfilaron frente al jurado con un atuendo que causara la mejor «primera impresión», donde salieron de la competencia 4 de ellas.
- Las 12 semifinalistas desfilaron en traje de baño y traje de gala, donde salieron de la competencia 7 más.
- Las 5 finalistas se sometieron a una pregunta eliminatoria acerca de temas de actualidad y posteriormente dieron una última pasarela, donde el Comité de Selección consideraron la impresión general que dejó cada una de las finalistas para votar y definir posiciones finales.

### Comité de Selección
- Ashley Clarke -  empresaria y productora estadounidense
- Soo Yeon Lee - modelo y jugadora de tenis de mesa de Corea del Sur
- Kirk Meyers -  preparador físico estadounidense .
- Olivia Ponton -  modelo estadounidense e influenciadora de las redes sociales
- Aaron Potts - diseñador de moda estadounidense.
- Nichole Williams-English - diseñadora de moda y modelo canadiense.

### Competencia preliminar
El 1 de octubre se llevó a cabo la competencia preliminar para elegir las cuartofinalistas que serán anunciadas en la noche final, dividida en dos áreas: la entrevista con el Comité de Selección y miembros de la Organización Miss USA y la competencia en traje de baño y traje de gala. La primera se llevó a cabo sin transmitirse al público.
En la noche del mismo día, las 51 concursantes desfilarán en traje de noche y en traje de baño (elegidos al gusto de cada concursante pero bajo las marcas de los patrocinantes del evento) durante la competencia preliminar, donde se presentarán y desfilarán ante el Comité de Selección, quienes tomarán en cuenta la impresión de las candidatas para seleccionar las cuartofinalistas. El evento será transmitido en vivo vía internet.

## Relevancia histórica del concurso

### Resultados
- Texas gana por décima vez el título. La última vez fue en 2008.
- Carolina del Norte obtiene el puesto de Primera Finalista por segunda vez. La última vez fue en 2018.
- Nebraska obtiene el puesto de Segunda Finalista por segunda vez. La última vez fue en 1955.
- Ohio obtiene el puesto de Tercera Finalista por tercera vez. La última vez fue en 2006.
- Illinois obtiene el puesto de Cuarta Finalista por segunda vez. La última vez fue en 1954.
- Carolina del Norte, Illinois, Kansas, Nebraska, Tennessee y Texas repiten clasificación a semifinales.
- Illinois clasifica por tercer año consecutivo.
- Carolina del Norte, Kansas, Nebraska, Tennessee y Texas clasifican por segundo año consecutivo.
- California, Distrito de Columbia, Misuri y Ohio clasificaron por última vez en 2020.
- Minnesota y Nuevo México clasificaron por última vez en 2019.
- Connecticut y Virginia Occidental clasificaron por última vez en 2016.
- Nuevo Hampshire clasificó por última vez en 2004.
- Vermont clasificó por última vez en 1982.
- Luisiana rompe con una racha de clasificaciones que mantenía desde 2019.
- Misisipi rompe con una racha de clasificaciones que mantenía desde 2020.

## Candidatas
51 candidatas compitieron por el título:
(En la tabla se utiliza su nombre completo, los sobrenombres van entrecomillados y los apellidos utilizados como nombre artístico, entre paréntesis; fuera de ella se utilizan sus nombres «artísticos» o simplificados).
| Estado/Territorio    | Candidata                       | Edad | Residencia       |
| -------------------- | ------------------------------- | ---- | ---------------- |
| Alabama              | Katelyn Vinson                  | 22   | Dothan           |
| Alaska               | Courtney Anne Schuman           | 28   | Anchorage        |
| Arizona              | Isabel Ticlo                    | 28   | Phoenix          |
| Arkansas             | Rylie Wagner                    | 22   | Ozark            |
| California           | Tiffany Johnson                 | 26   | Lancaster        |
| Carolina del Norte   | Morgan Romano                   | 23   | Concord          |
| Carolina del Sur     | Meera Bhonslé                   | 25   | Lexington        |
| Colorado             | Alexis Glover                   | 23   | Colorado Springs |
| Connecticut          | Cynthia Moura Dias              | 22   | Wolcott          |
| Dakota del Norte     | SaNoah LaRocque                 | 25   | Belcourt         |
| Dakota del Sur       | Shania Knutson                  | 21   | Brookings        |
| Delaware             | Grace Lange                     | 22   | Newark           |
| Distrito de Columbia | Faith Maria Porter              | 23   | Washington D. C. |
| Florida              | Taylor Fulford                  | 27   | Okeechobee       |
| Georgia              | Holly Jane Haynes               | 26   | Sugar Hill       |
| Hawái                | Kiana Yamat                     | 27   | Honolulu         |
| Idaho                | Jordana Dahmen                  | 27   | Boise            |
| Illinois             | Angelyz «Angel» Reyes Montecino | 24   | Chicago          |
| Indiana              | Samantha Paige Toney            | 27   | Clarksville      |
| Iowa                 | Randi Estabrook                 | 25   | Des Moines       |
| Kansas               | Elyse Noe                       | 23   | Lawrence         |
| Kentucky             | Elizabeth «Lizzy» Neutz         | 23   | Louisville       |
| Luisiana             | Katie «KT» Scannell             | 22   | Denham Springs   |
| Maine                | Elizabeth Kervin                | 20   | Winterport       |
| Maryland             | Caleigh Shade                   | 22   | Cumberland       |
| Massachusetts        | Skarlet Ramirez                 | 27   | Lawrence         |
| Michigan             | Aria Hutchinson                 | 23   | Plymouth         |
| Minnesota            | Madeline Helget                 | 24   | Clearwater       |
| Misisipi             | Hailey White                    | 23   | Picayune         |
| Missouri             | Mikala McGhee                   | 28   | St. Louis        |
| Montana              | Heather Lee O'Keefe             | 25   | Bozeman          |
| Nebraska             | Natalie Pieper                  | 27   | Omaha            |
| Nevada               | Summer Raquel Keffeler          | 21   | Paradise         |
| Nueva Jersey         | Alexandra Nicole Lakhman        | 26   | Hoboken          |
| Nueva York           | Heather Elley Nunez             | 26   | Queens           |
| Nuevo Hampshire      | Camila Sacco                    | 27   | Portsmouth       |
| Nuevo México         | Suzanne Macias Perez            | 25   | Portales         |
| Ohio                 | Sir'Quora Carroll               | 23   | Canal Winchester |
| Oklahoma             | Ashley Ehrhart                  | 25   | Oklahoma City    |
| Oregón               | Arielle Freytag                 | 28   | Harrisburg       |
| Pensilvania          | Billie LaRaé Owens              | 25   | Phoenixville     |
| Rhode Island         | Elaine Collado                  | 27   | Providence       |
| Tennessee            | Emily Suttle                    | 26   | Franklin         |
| Texas                | R'Bonney Gabriel Nola           | 28   | Houston          |
| Utah                 | Elisabeth Bradley Gandara       | 27   | Salt Lake City   |
| Vermont              | Kelsey Golonka                  | 23   | Montpelier       |
| Virginia             | Kailee Horvath                  | 23   | Ashburn          |
| Virginia Occidental  | Krystian Alexandra Leonard      | 25   | Morgantown       |
| Washington           | Mazzy Leigh Eckel               | 22   | Seattle          |
| Wisconsin            | Hollis Brown                    | 26   | Milwaukee        |
| Wyoming              | Morgan McNally                  | 27   | Casper           |

## Datos acerca de las delegadas
Algunas de las delegadas del Miss USA 2022 han participado, o participarán, en otros certámenes de importancia:
- Caleigh Shade (Maryland) Fue Miss Maryland Teen USA 2018.

Algunas de las delegadas nacieron o viven en otro país al que representarán, o bien, tienen un origen étnico distinto:
- Camila Sacco (Nuevo Hampshire) Nació en Paraguay.

- Isabel Ticlo (Arizona) Tiene ascendencia india y tailandesa.
- Skarlet Ramírez (Massachusetts) Nació en República Dominicana.
- Suzanne Perez (Nuevo México) y R'Bonney Nola (Texas) son de origen filipino.
- Heather Nunez (Nueva York) es de padres dominicanos.

Otros datos significativos de algunas delegadas:
- Aria Hutchinson (Michigan), Es hija de Chris Hutchinson, Miss Michigan Teen USA 1989.